# Mary Kato
Mary Aizawa Kato (São Paulo, c. 1940) é uma linguista brasileira conhecida por seus trabalhos sobre aquisição da linguagem. É pós-doutora pela Universidade Harvard, pela Universidade da Califórnia em Los Angeles e pela Universidade de Nova York. É professora aposentada da Universidade Estadual de Campinas, trabalhando como professora colaboradora voluntária. Fundou o periódico DELTA: Documentação de Estudos em Linguística Teórica e Aplicada, da Pontifícia Universidade Católica de São Paulo.